# Diospyros truncatifolia
Diospyros truncatifolia är en tvåhjärtbladig växtart som beskrevs av Caveney. Diospyros truncatifolia ingår i släktet Diospyros och familjen Ebenaceae. Inga underarter finns listade i Catalogue of Life.